# Белгравія
Белгравія (англ. Belgravia) — район Вестмінстера на південний захід від Букінгемського палацу. На сході межує з Мейфером, на заході — з Найтсбріджем і Челсі, на півночі — з Гайд-парком, на півдні — з Пімліко.
Свій нинішній вигляд Белгравія та її головні площі (Белгрейв-сквер, Ітон-сквер, Гросвенор-плейс) отримали завдяки зусиллям Річарда Гросвенор, 2-го маркіза Вестмінстера (1795—1869), який назвав район на честь села Белгрейв поблизу від свого заміського будинку, Ітон-хола в графстві Чешир.
З часів регентства район Белгравія вважався одним з найфешенебельніших в англійській столиці. Тут проживали багато поколінь британської еліти, а також заможні іноземці. Російський мільярдер Олег Дерипаска, наприклад, володіє особняком на Белгрейв-сквер..

## Персоналії
- Крістофер  Лі (1922—2015) — англійський актор і музикант.
- Томас К'юбітт - мастер-забудовник Белгравії